# Elie et Earlsferry
Elie et Earlsferry est une ville côtière et actuel Burgh royal dans le comté de Fife en Écosse, situé dans le East Neuk au nord du Firth of Forth.
Le burgh comprend les deux villages d'Elie et d'Earlsferry qui ont fusionné en 1930 après un décret local : Local Government Act 1929 tout en ayant leurs propres identités historiques. Il s'agit également d'un lieu prisé par les touristes.

## Personnalité
- James Horsburgh (1762-1836), hydrographe, y est né.